# Oak Grove Heights (Arkansas)
Oak Grove Heights es un pueblo ubicado en el condado de Greene en el estado estadounidense de Arkansas. En el Censo de 2010 tenía una población de 889 habitantes y una densidad poblacional de 112,69 personas por km².

## Geografía
Oak Grove Heights se encuentra ubicado en las coordenadas 36°7′36″N 90°30′15″O / 36.12667, -90.50417. Según la Oficina del Censo de los Estados Unidos, Oak Grove Heights tiene una superficie total de 7.89 km², de la cual 7.87 km² corresponden a tierra firme y (0.2%) 0.02 km² es agua.

## Demografía
Según el censo de 2010, había 889 personas residiendo en Oak Grove Heights. La densidad de población era de 112,69 hab./km². De los 889 habitantes, Oak Grove Heights estaba compuesto por el 97.53% blancos, el 1.01% eran afroamericanos, el 0.11% eran amerindios, el 0.22% eran asiáticos, el 0% eran isleños del Pacífico, el 1.12% eran de otras razas y el 0% pertenecían a dos o más razas. Del total de la población el 1.24% eran hispanos o latinos de cualquier raza.